# 대아고속해운
대아고속해운(大亞高速海運, Dae-A Express Shipping)은 대한민국의 여객선 전문 기업이자 선사이다. 본래 이 업체는 경상북도 포항시를 대표하는 향토 기업이며,
과거에는 수많은 배편을 많이 운항하였으나, 지금은 부산항에서 쓰시마섬의 히타카쓰항, 이즈하라항 등 2개의 노선으로만 운영되고 있으며 과거에는 그 유명한 썬플라워호라는 거대한 여객선을 운항하게 된 바 있었다.
또한 이 회사가 세웠던 시기는 1983년에 설립된 것으로 보인다.

## 운항 노선

### 현재 운항 노선
상기 두 노선은 오션플라워호로 운항하고 있다.
- 부산항 ~ 히타카쓰항
- 부산항 ~ 이즈하라항

### 과거 운항 노선
- 과거에는 동해시 묵호항, 울진군 후포항, 포항항에서 울릉도로 가는 배편은 물론 독도를 향하는 선박 노선에 심지어는 통영항과 성산포항을 오가는 배편도 운항하고 있으나, 적자 및 운영난 등을 이유로 전부 철수되었고, 대저해운에 매각하여 처분하게 되는 등 다른 운수사에 이관되었다.
- 다만 울진군의 후포항과 도동항을 오가는 노선은 현재 이 선사의 계열사인 제이에이치페리(JH페리, 구 장흥해운)에서 운항한다.

### 운항 중단 노선
- 부산항 ~ 하카타항

## 보유중인 선박
- 오션플라워호
- 드림호

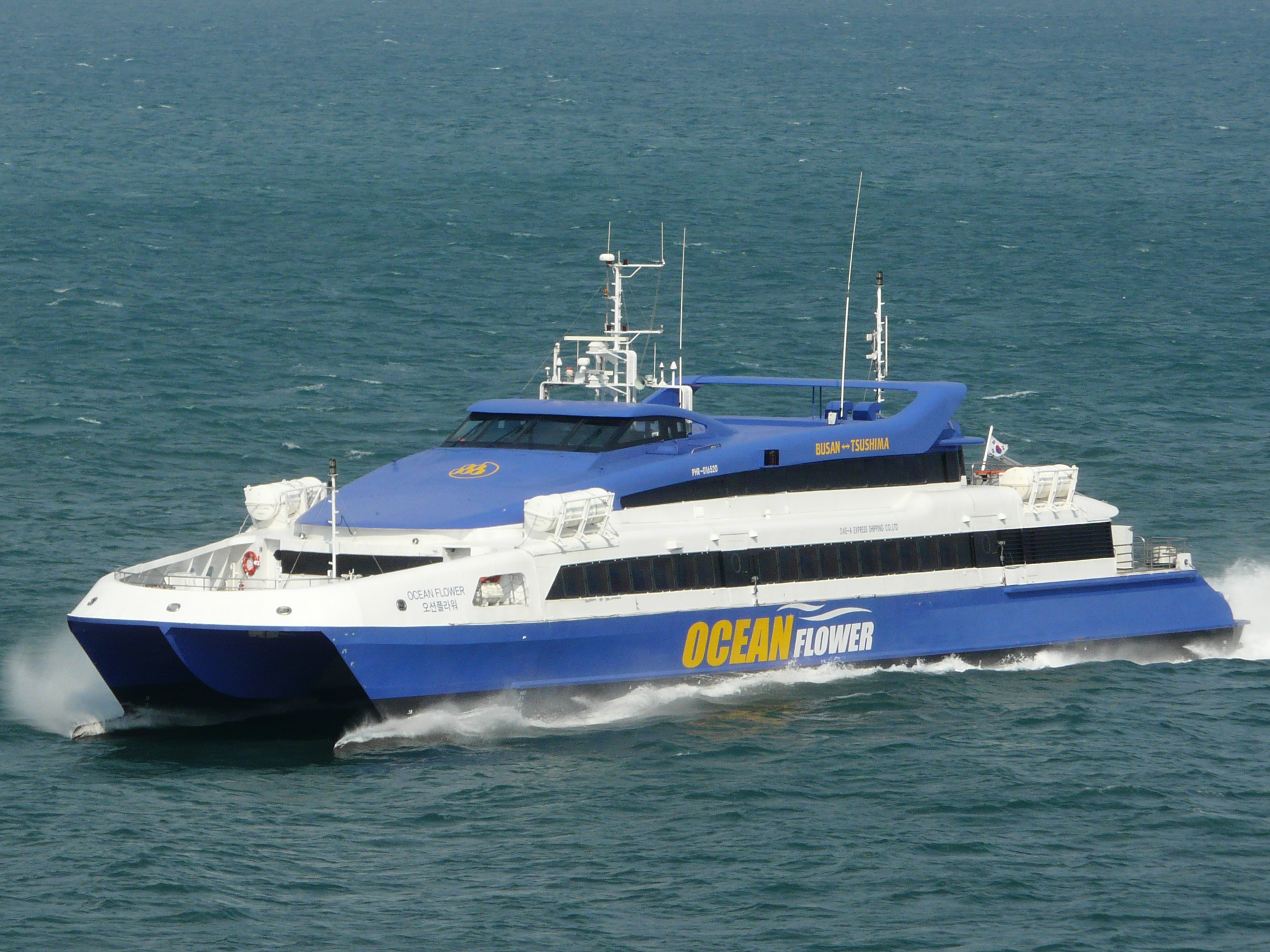
대아고속해운의 유일한 선박인 오션플라워호
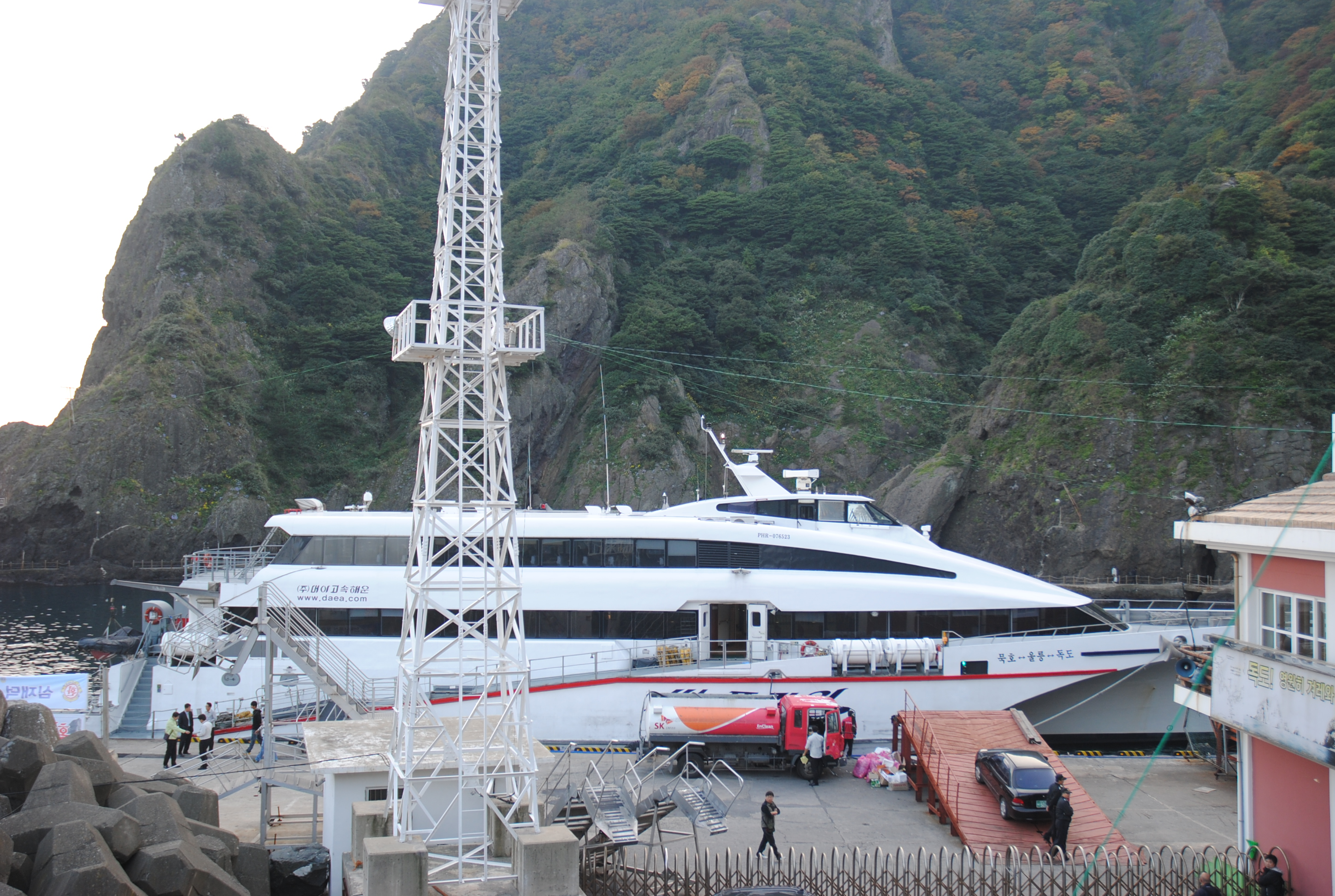
씨플라워호, 현재 이 배는 타사에 매각된 상태이다.

### 과거 보유한 선박
- 씨플라워호
- 썬플라워호